# 台南市学甲区頂洲国民小学
台南市学甲区頂洲国民小学（たいなんしがっこうくちょうしゅうこくみんしょうがく）は、通称頂洲国民小学、台湾台南市学甲区に位置する市立国民小学校である。

## 概要

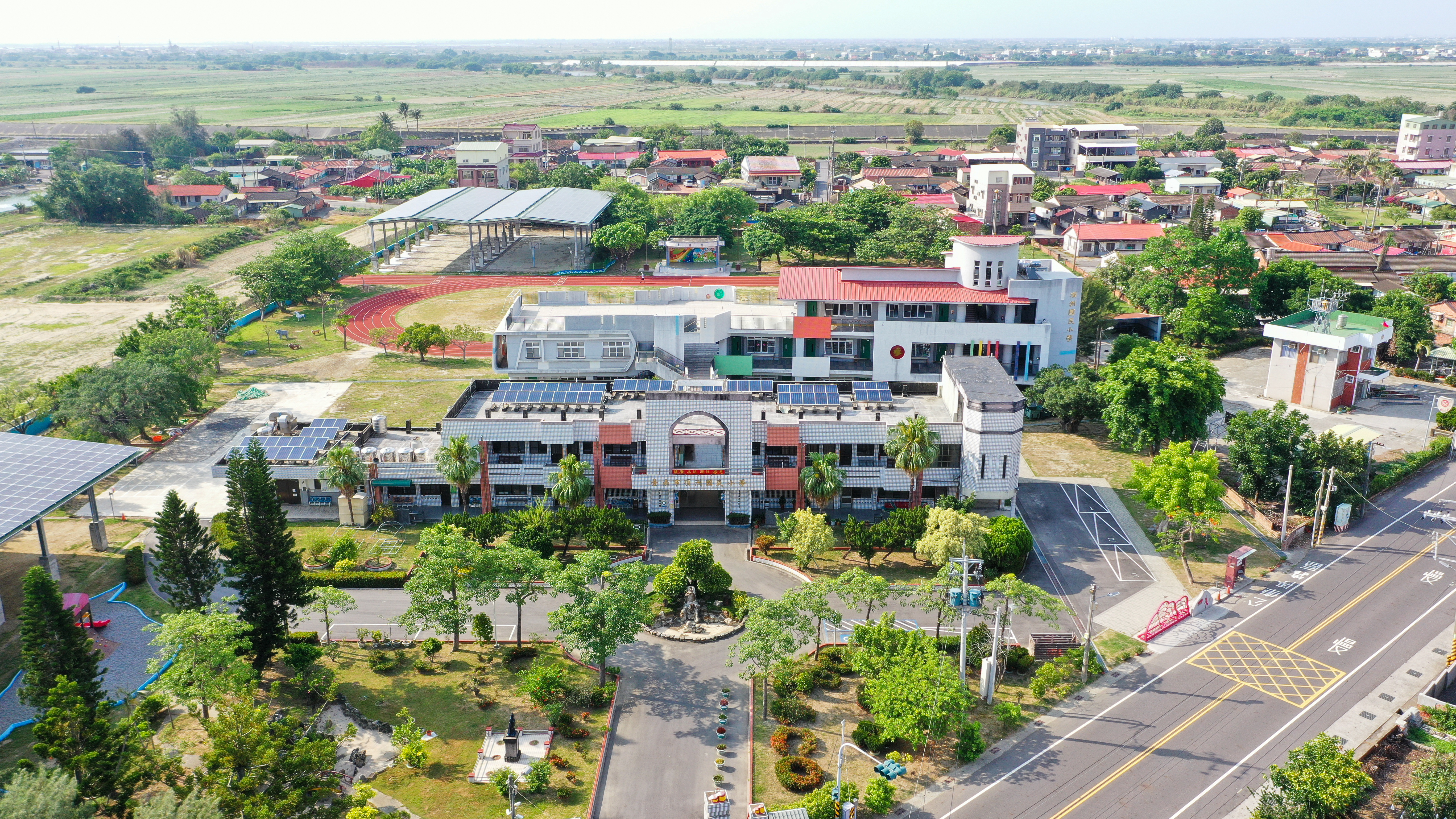
頂洲小学空撮写真

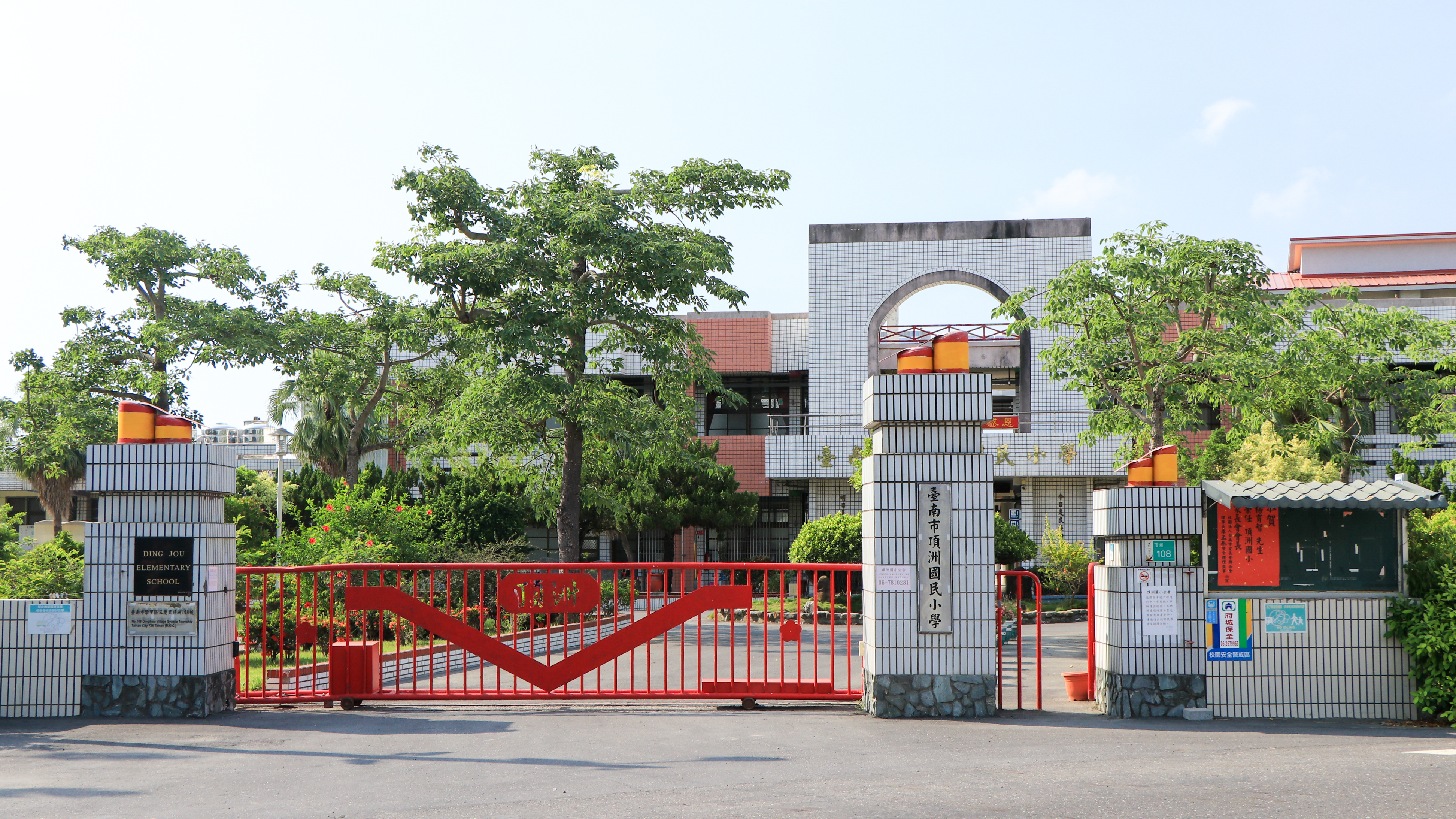
頂洲小学正門

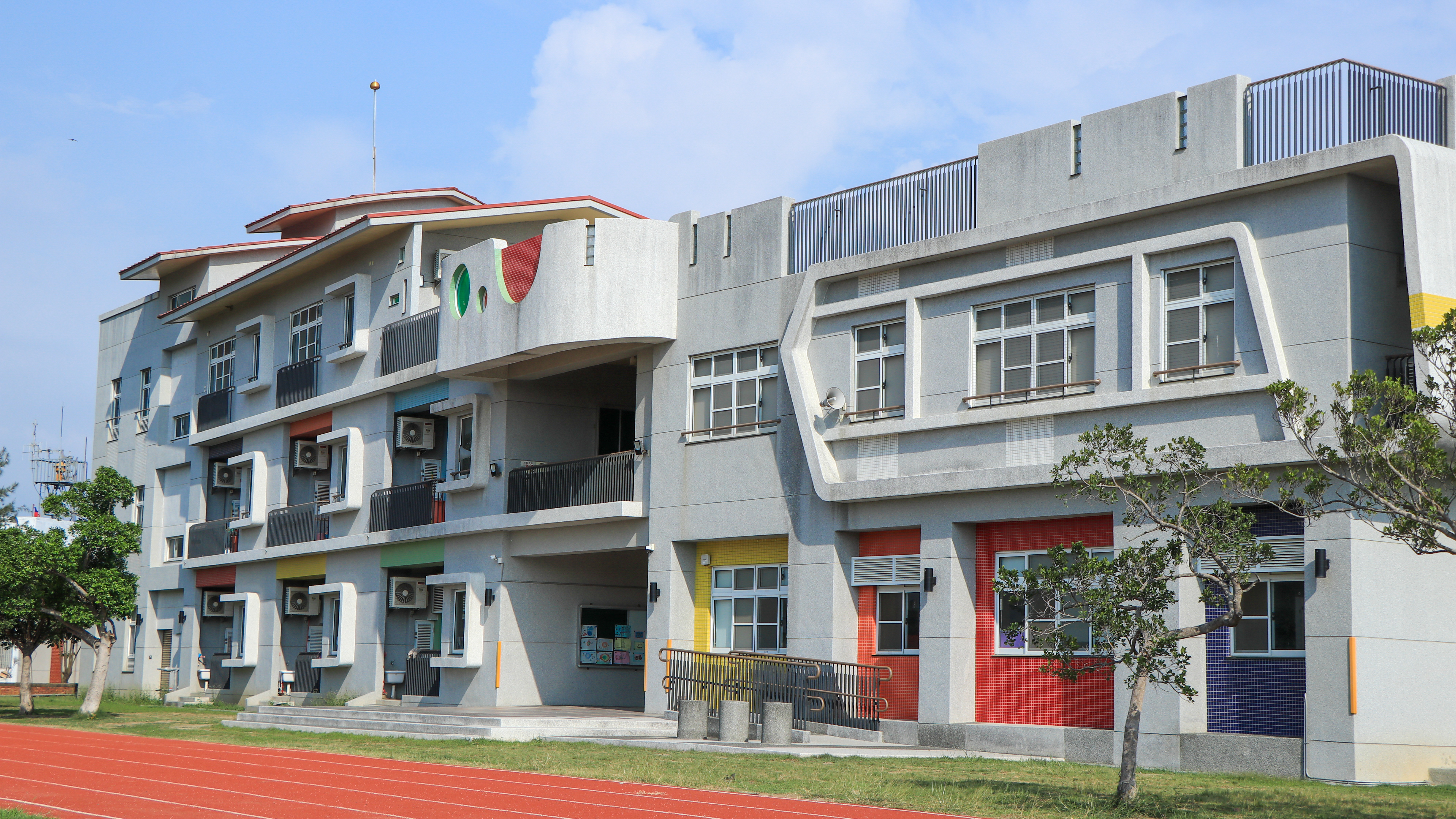
頂洲小学ビル

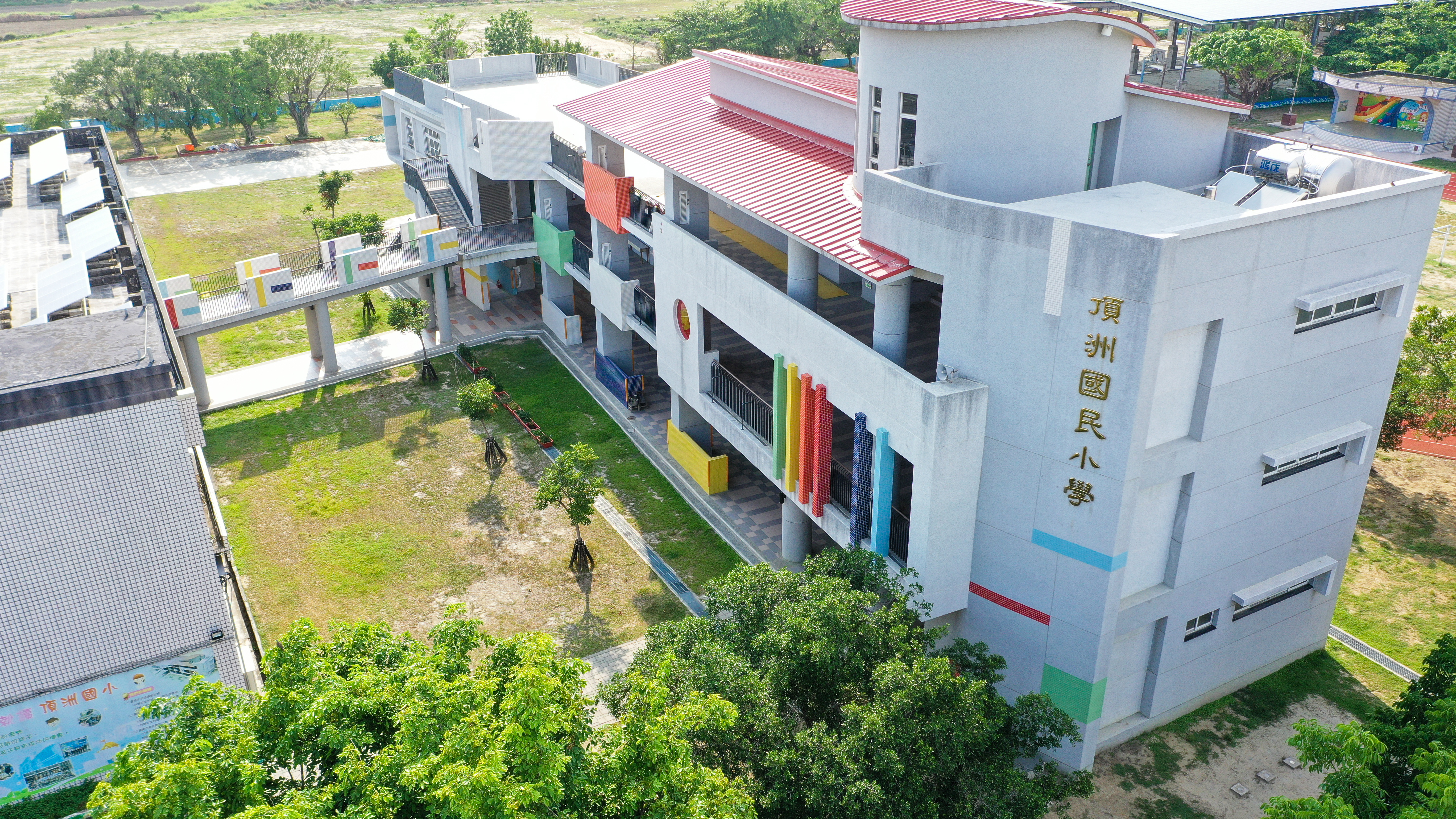
頂洲小学校舎

1918年に設立。頂洲小学は八掌渓の南岸に位置し、学校の歴史は清康熙帝40年に遡る。
学甲の僻地に位置していたが、学校が設立される前から、既に私塾があった。
日本統治時代に保甲派出所で設立していた学堂は、将来頂洲小学の基礎になった。
学校が新設していた時に学生数が多くため、時々教室が足りないので隣の保甲派出所を借りて教室と使った。
統一企業の創立者高清愿、蘇益仁と郭秋煌は頂洲小学の卒業生であった。
頂洲小学は地域の伝統文化「鴿笭」をテーマコースに加えて、2005年に全県科学展覧会で「特優賞」と全国の「最優秀賞」を受賞した。

## 歴史
1918年3月31日、台湾学甲公学校頂渓洲分校が設立された。
1941年、頂洲国民学校に改名された。また1946年に学甲郷第四国民学校に改名され、そして1947年に学甲郷頂洲国民学校に改名された。
その後、学校は発展し続けていた。1968年8月1日、再び台南県学甲鎮頂洲国民小学に改名された。

## 歴代校長
| 任期順番 | 名前       | 任期                  | 備考 |
| 1        | 伊與部仙松 | 1918年4月—1919年8月   |      |
| 2        | 中尾富二   | 1919年8月—1920年4月   |      |
| 3        | 安樂正道   | 1920年4月—1920年11月  |      |
| 4        | 親川孫太郎 | 1920年11月—1927年3月  |      |
| 5        | 中島潔     | 1927年3月—1929年8月   |      |
| 6        | 富里照     | 1929年8月—1934年4月   |      |
| 7        | 柳厚威天   | 1934年4月—1937年3月   |      |
| 8        | 陳金池     | 1937年3月—1940年3月   |      |
| 9        | 甲本正夫   | 1942年3月—1945年10月  |      |
| 10       | 填淵武     | 1945年10月—1945年11月 |      |
| 11       | 郭連鄉     | 1945年11月—1949年2月  |      |
| 12       | 吳再欣     | 1949年2月—1950年9月   |      |
| 13       | 邵慶源     | 1950年9月—1952年4月   |      |
| 14       | 林註生     | 1952年4月—1956年8月   |      |
| 15       | 王國治     | 1956年8月—1968年1月   |      |
| 16       | 郭阿內     | 1968年1月—1974年8月   |      |
| 17       | 黃鹤巖     | 1974年8月—1982年9月   |      |
| 18       | 陳慶煌     | 1982年9月—1988年8月   |      |
| 19       | 李天河     | 1988年8月—1993年8月   |      |
| 20       | 蘇正一     | 1993年8月—1998年8月   |      |
| 21       | 黃進福     | 1998年8月—2002年8月   |      |
| 22       | 王明凱     | 2002年8月—2020年8月   |      |
| 23       | 賴榮俊     | 2020年8月—2021年8月   |      |
| 24       | 方啓丞     | 2021年8月—今迄        |      |

## 学園スペース
頂洲小学は2021年に古びた校舎を取り壊して再建し、普通教室が6室、音楽、ダンス、絵画教室がそれぞれ2室がある。
校舎は高雄市建築家協会から「2020仁和賞ー学校教育類優秀賞」を受賞した。